# Mattojärvi
Mattojärvi är en sjö i Finland. Den ligger i kommunen Enare i landskapet Lappland, i den norra delen av landet, 900 km norr om huvudstaden Helsingfors. Mattojärvi ligger 137,1 meter över havet. Den ligger vid sjön Hietajärvi. Arean är 54,3 hektar och strandlinjen är 5 kilometer lång. Sjön  ingår i Pasvik älvs huvudavrinningsområde. 